# Disa eminii
Disa eminii är en orkidéart som beskrevs av Friedrich Fritz Wilhelm Ludwig Kraenzlin. Disa eminii ingår i släktet Disa och familjen orkidéer. Inga underarter finns listade i Catalogue of Life.